# Chiesa di San Rocco Confessore (Vergonzana)
La chiesa di San Rocco confessore è un edificio di culto, parrocchiale della frazione Vergonzana di Crema.

## Storia

### Le prime chiese
I primi documenti che citano Vergonzana risalgono al XIV secolo ed era una delle località possedute dal monastero di San Benedetto di Crema e, forse, esisteva già una cappella o piccolo oratorio con cimitero.
Successivamente il borgo nei primi anni del XVI secolo passò al monastero degli osservanti di San Bernardino che fu demolito dopo l'assedio di Crema del 1514 affinché non vi si rifugiasse il condottiero Prospero Colonna.
Dal 1520 la nuova famiglia religiosa di San Benedetto, i canonici regolari lateranensi, riprese ad officiare a Vergonzana; tuttavia, non è noto quando fu ricostruito il nuovo oratorio presso il quale, informano gli atti della visita Castelli del 1579, vi risiedeva un sacerdote. Non è tuttavia escluso, vista la titolarità, un qualche legame con l'epidemia di peste del 1514.
Il vescovo Regazzoni ipotizzava nel 1583 l'istituzione della parrocchia e descriveva l'edificio come di modeste dimensioni e privo del fonte battesimale; si collocava parallelamente al Serio Morto con la facciata rivolta a sud. Il prelato auspicava di conservarvi il Santissimo Sacramento, l'istituzione di una congregazione e l'ampliamento dell'edificio.
Il vescovo Gian Giacomo Diedo smembrò parte del territorio e cedette Vergonzana alla parrocchia di Madignano, ma gli abitanti desiderosi di autonomia, si diedero da fare per allestire un battistero, una casa parrocchiale e un tabernacolo per conservare il Santissimo Sacramento. Così nel 1605 monsignor Diedo acconsentì a elevare Vergonzana a parrocchia autonoma.
Presso l'altare maggiore veniva costituita la confraternita del Santissimo Sacramento, mentre all'altare dedicato alla Madonna nel 1683 fu istituita la confraternita del Santissimo Rosario.

### La chiesa attuale

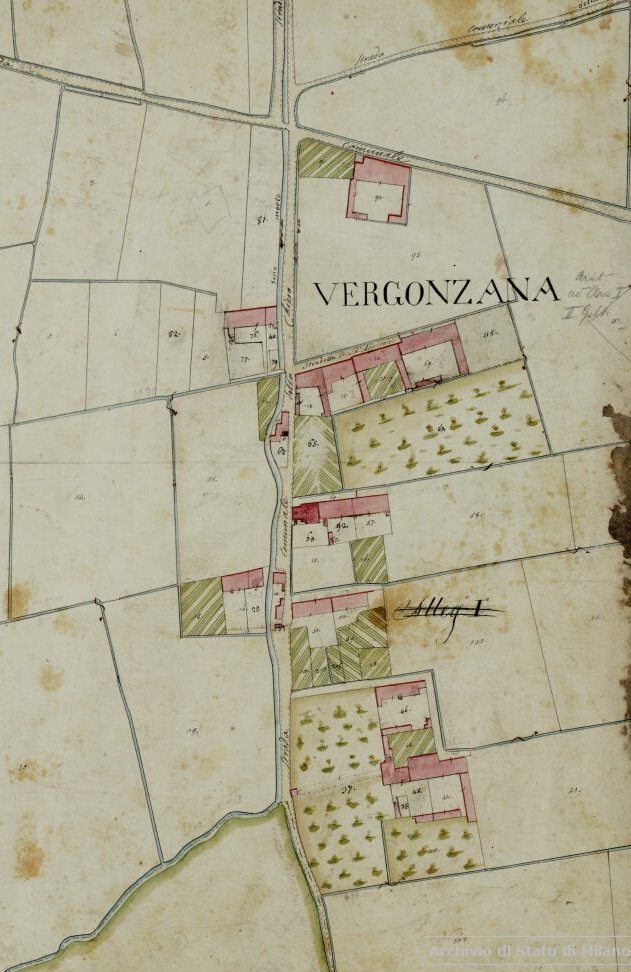
Estratto della "Mappa originale del Comune censuario di Vergonzana", anno 1814, conservata presso l'Archivio di Stato di Milano.

Agli inizi del XVIII secolo quella modesta chiesa risultava insufficiente: intervenne, allora, il possidente Carlo Maria Inverni: non risiedeva in loco, ma vi possedeva terreni e passava alcuni periodi di villeggiatura. L'uomo nel 1733 scrisse una lettera al vescovo Lodovico Calini proponendo di elevare una nuova chiesa a sue spese in luogo di quella più antica: il vescovo acconsentì alla condizione che il vecchio edificio fosse demolito solo dopo l'erezione di quello nuovo. L'Inverni, quindi, mise a disposizione un proprio appezzamento di terreno cambiando l'idea iniziale che prevedeva la ricostruzione della chiesa sul sedime di quella antica.
I lavori iniziarono nel 1734 e terminarono nel 1736; fu benedetta nel 1737 e solennemente consacrata l'11 giugno 1741.
Nulla di particolarmente rilevante è da segnalare nei secoli successivi: solo il rifacimento del pavimento, lo spostamento dell'altare in osservanza ai nuovi dettami conciliari (1969-1970), un restauro esterno(1970), l'elettrificazione delle campane e un ulteriore generale restauro conservativo attuato nel 1986.
Nell'anno 2008 veniva stabilita l'unità pastorale con la parrocchia di San Bernardino fuori le mura.

## Caratteristiche
La chiesa si colloca lungo l'unico asse viario del piccolo borgo - via Guido Albergoni - secondo il classico orientamento est-ovest.

### Esterno

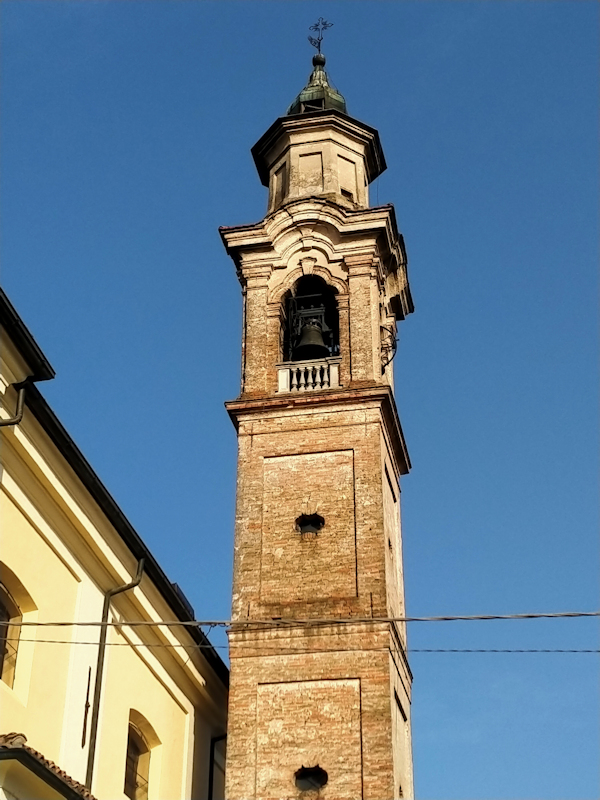
Il campanile.

La facciata ha un solo ordine con due lesene angolari che terminano con un capitello di ordine ionico e reggono due pulvini che sostengono il timpano triangolare.
Il portale è circondato da una cornice in cotto a toro con timpano lievemente arcuato. Al centro campeggia un'epigrafe che ricorda il benefattore Inverni:
Sopra si apre il finestrone la cui cornice è ingentilita da due volute laterali capovolte, sulla parte superiore è presente un cherubino alato e un timpano curvilineo.
Il campanile è collocato lungo la parete meridionale e presenta una base quadrata di circa 3,2 metri per lato. È interamente in mattoni a vista e la parte inferiore è divisa in tre parti con riquadri rettangolari e piccole aperture di forma sagomata. Una cornice divide la canna dalla cella campanaria con lesene angolari che sorreggono una complessa trabeazione. Le aperture trilobate hanno una piccola balaustra e presentano il concio di chiave in evidenza. La parte terminale è composta un corpo di forma ottagonale con piccole aperture cieche ed una copertura a cipolla, in rame, con palla apicale che sorregge una croce. La sua altezza è di circa 28 metri.

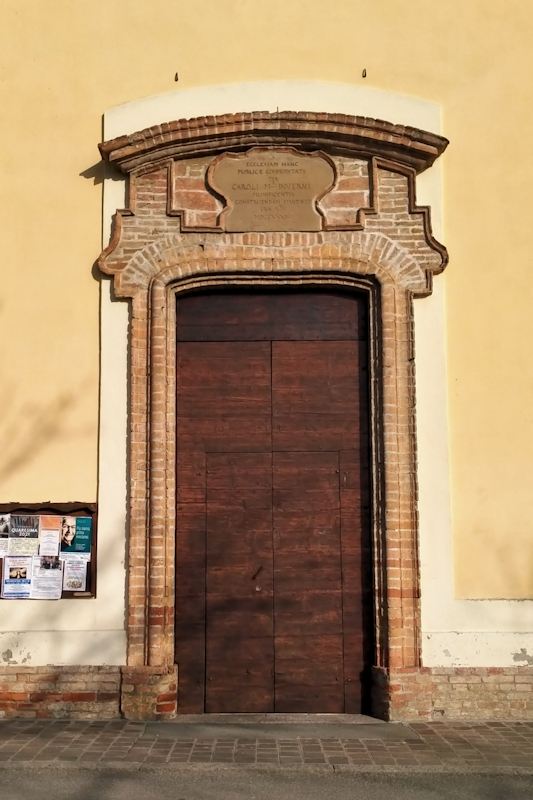
Il portale.
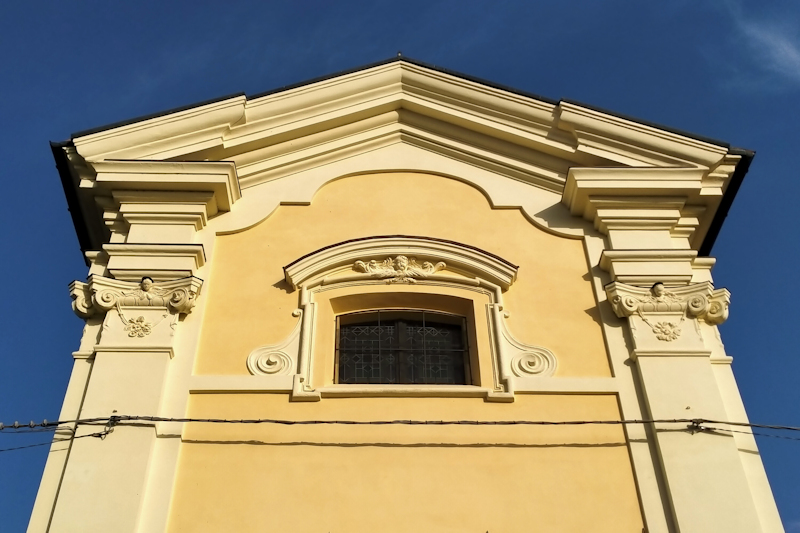
La parte superiore della facciata.

### L'interno
È ad aula unica, a due campate delle quali le due che anticipano il presbiterio sono lievemente sfondate per far posto alle cappelle laterali. Sono divise da semilesene con capitelli ionici che reggono una trabeazione che corre lunga tutta la chiesa, ma interrotta in prossimità del presbiterio dove due pilastri sostengono l'arco trionfale con cartiglio centrale:
Le volte dell'aula sono a vela con decorazioni a fogliami in stucco, con tre finestroni nei lunotti.

### Pareti laterali

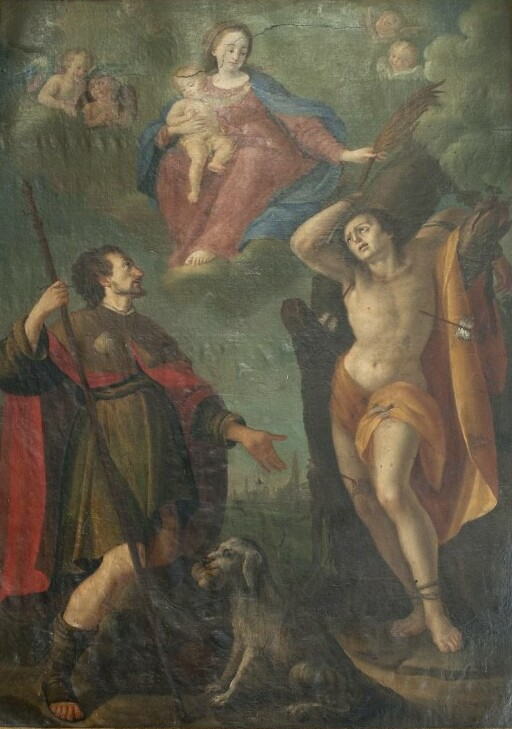
Vittoriano Urbino, Vergine con il Bambino tra San Sebastiano e San Rocco, stendardo, fine XVI secolo.

All'interno delle campate due lesene con capitello sostengono un arco che va ad inserirsi sulla trabeazione superiore con alla sommità un ricamo a festoni ed una forma a conchiglia con testina d'angelo; l'arco della prima campata sinistra è cieco con appeso alla parete uno stendardo attribuito a Vittoriano Urbino: La Vergine con il Bambino tra i santi Sebastiano Rocco; lo stendardo ha anche un verso con San Rocco e il cane.
Alla prima campata destra vi si apre un piccolo vano anticipato da un cancello in ferro battuto che contiene il fonte battesimale seicentesco con copertura in bronzo moderna. Sopra vi è collocato un piccolo affresco del 1885 di Eugenio Giuseppe Conti raffigurante Il battesimo di Gesù. Sopra il vano, sulla parete dell'aula, è appesa una tela di autore ignoto (di probabile scuola milanese) databile al Seicento raffigurante San Carlo in preghiera.

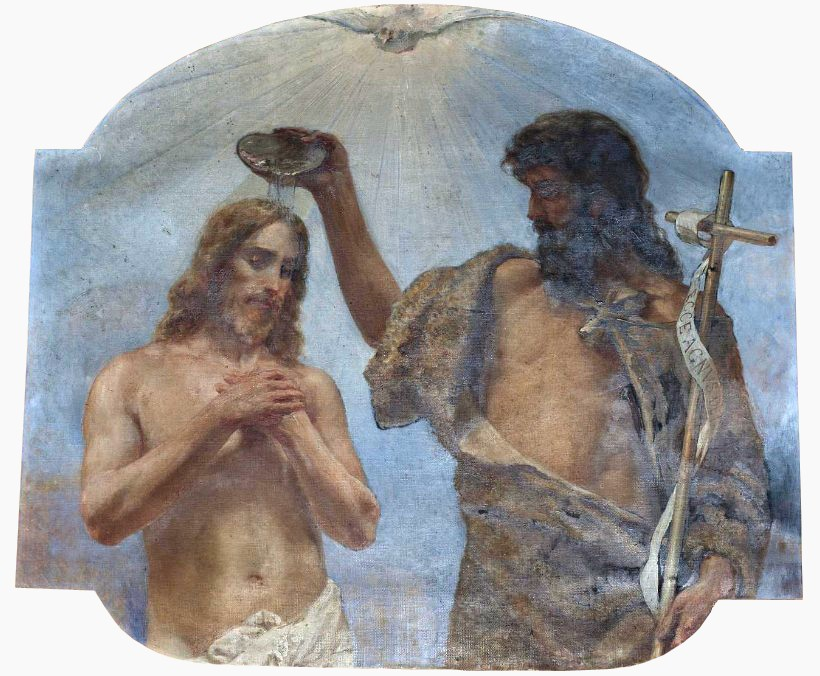
Eugenio Giuseppe Conti, Battesimo di Gesù Cristo, affresco, ca. 1885-1890.
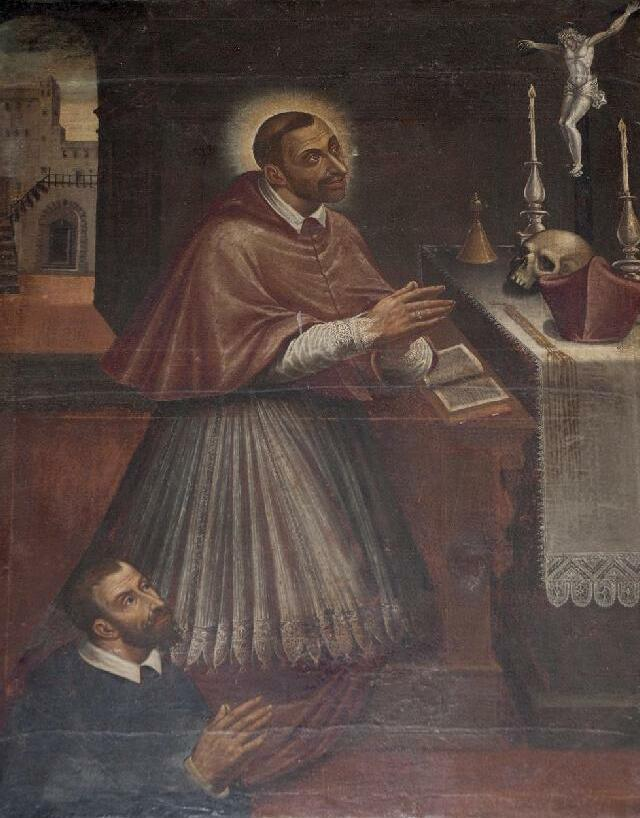
Autore anonimo, San Carlo in preghiera, olio su tela, XVII secolo.

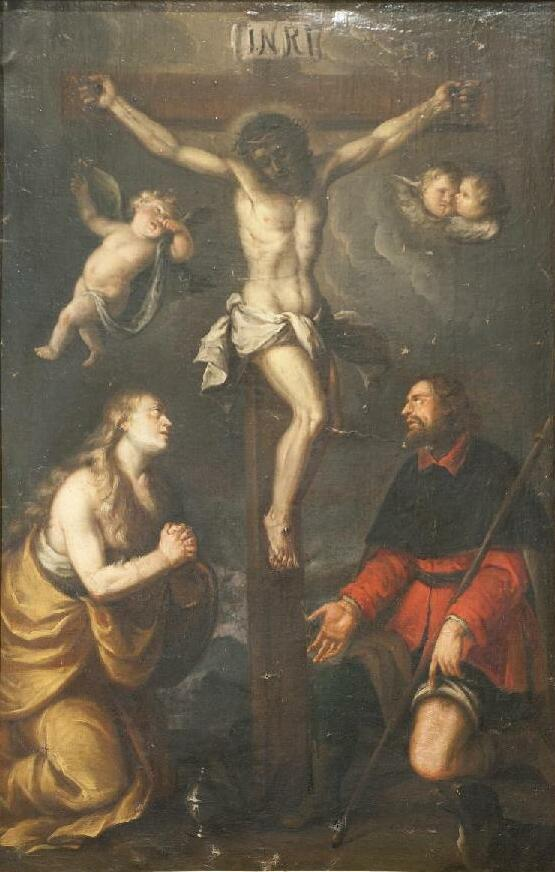
Ambito lombardo, Il Crocifisso con San Rocco e la Maddalena, stendardo, XVI secolo.

La cappella della seconda campata sinistra, a forma di emiciclo, è dedicata al santo titolare della chiesa e contiene un altare in marmo botticino e rosso di Verona. L'alzata è formata da due lesene laterali con festoni di frutta all'interno, che sostengono un timpano circolare con al centro un cartiglio contenente l'epigrafe:
In mezzo al timpano è stato affrescato Dio Padre, probabile opera di Eugenio Giuseppe Conti.
Quale pala d'altare vi è collocato uno stendardo processionale raffigurante Il Crocifisso con San Rocco e la Maddalena mentre sulla parte non visibile vi è stata rappresentata la Madonna con San Biagio e San Sebastiano; è di un autore ignoto del XVI secolo. L'altare è affiancato da due statue raffiguranti San Giuseppe e il Bambino e San Rocco; a sinistra, in una vetrata, vi è collocata sulla parete un'altra statua dedicata a San Luigi Gonzaga.
La cappella di destra è dedicata alla Vergine del Santo Rosario, simile a quella di sinistra ma con qualche differenza nell'alzata: all'interno del timpano non troviamo un affresco ma uno specchio a stucco con il volto di tre angioletti. Al posto della pala vi è stata posta la statua ottocentesca della Madonna del Rosario, circondata da una serie di quindici quadretti dedicata ai Misteri, non firmata, ma qualche critico l'ha attribuita a Gian Giacomo Barbelli. L'altare è in marmo Botticino, rosso di Verona e nero del Belgio.
A destra dell'alzata è collocata una statua dedicata a Sant'Agnese, mentre a sinistra vi trova posto una croce bifronte ricca di decorazioni, del XVIII secolo, in legno ricoperta di metallo argentato e ottonato.

### Il presbiterio

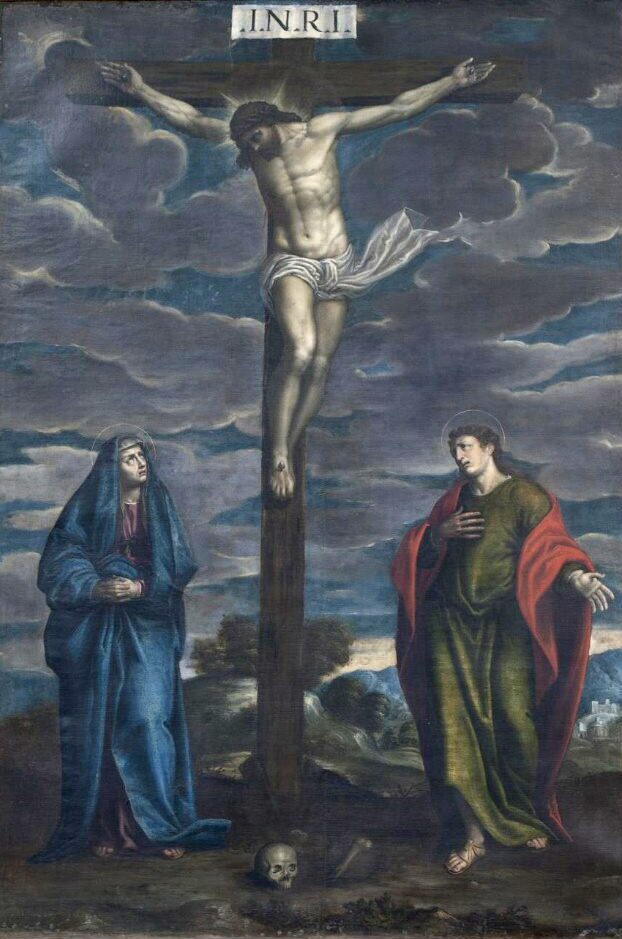
Giovanni da Monte (attribuzione), Crocifissione, olio su tela, XVI secolo.

Ha una forma quadrata, diviso dall'aula da due brani di balaustre settecentesche. Pure del XVIII secolo è l'altare maggiore in marmo nero, marmo Botticino e rosso di Verona; era unito alla mensa ma fu spostato verso il 1970 per dare seguito ai dettami conciliari.
Dietro, sopra il dorsale ricco di marmi vi si trova la pala d'altare: si tratta di una Crocifissione di autore incerto; non se ne conosce la provenienza ma sarebbe ascrivibile al XVI secolo e lo storico Cesare Alpini ne ha ipotizzato la paternità, pur con qualche dubbio, a Giovanni da Monte.
Alla parete destra è appesa una tela di autore ignoto dedicata a Sant'Antonio di Padova, una donazione del benefattore Inverni, mentre a sinistra –in cornu evangelii - vi trova posto l'organo. Si tratta un “Tamburini” del 1957 dotato di due tastiere di 61 tasti (Do1-Do6), pedaliera concavo-radiale di 32 pedali (Do1-Sol3), 14 registri con comando a placchetta. Somieri a bacchette, trasmissione elettrica.
L'abside ospita anche un coro ligneo con motivi ad intarsio, in legno di pioppo, più antico della chiesa e risalente al Seicento.

## La controfacciata
Ai lati della bussola dell'ingresso si trovano i confessionali sopra i quali sono poste due bacheche che contengono due stendardi; quello di sinistra è in seta color avorio e raffigura l'Eucaristia, probabilmente un tempo di proprietà della confraternita del Santissimo Sacramento; quello di destra è in raso di seta color celeste con la scena di San Rocco in adorazione di Gesù Bambino in braccio alla Madonna. Sono ottocenteschi è il disegno potrebbe essere di Eugenio Giuseppe Conti.
Sopra il finestrone è presente un cartiglio:

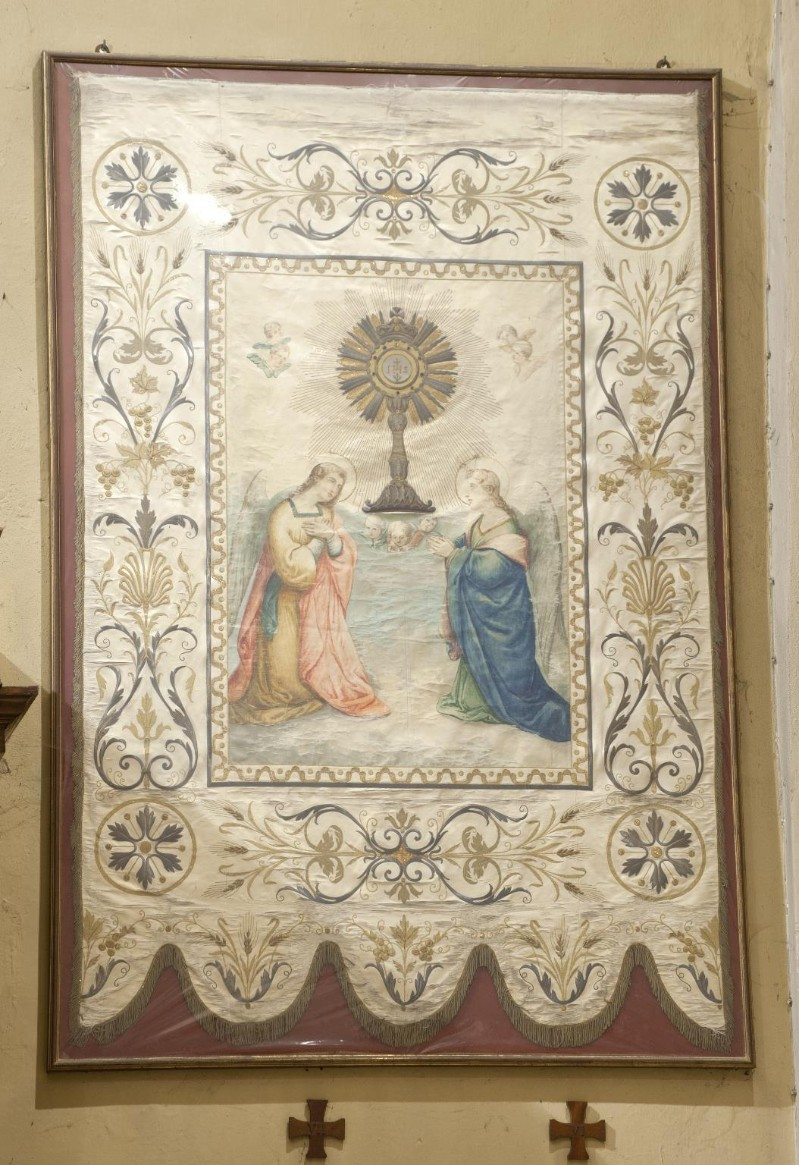
Manifattura lombarda, Adorazione dell'eucaristia, stendardo processionale tessuto di seta ricamato in oro filato, argento filato, seta policroma; tessuto di seta dipinto, XIX secolo.
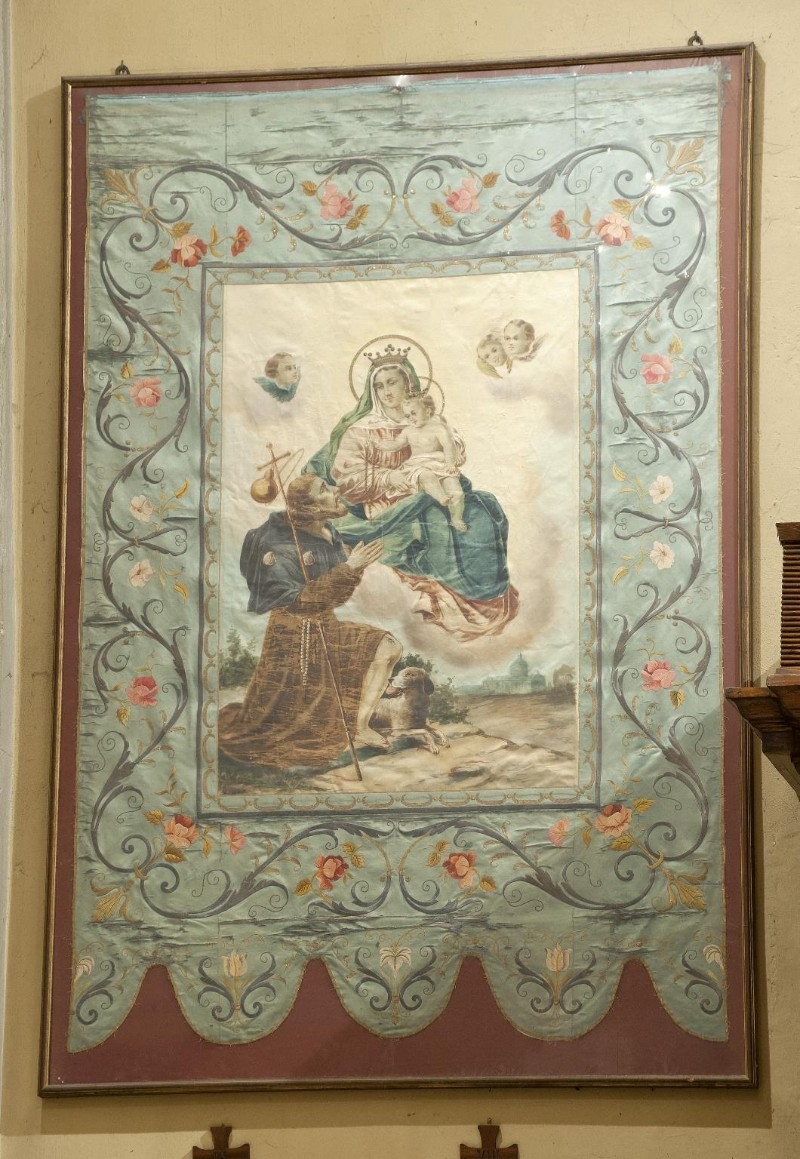
Manifattura lombarda, San Rocco, stendardo processionale tessuto di seta ricamato in oro filato, argento filato, seta policroma; tessuto di seta dipinto, XIX secolo.